# العشارة
مدينة العشارة مدينة وناحية سورية تابعة لمنطقة الميادين في محافظة دير الزور. وتقع على نهر الفرات في الضفة الغربية من النهر (الضفة الشامية) وتبعد حوالي 70كم عن الحدود العراقية السورية، ويعيش سكانها منذ القدم على الزراعة، إلا أنهم مؤخراً توجهوا للصناعة، والتجارة أيضا بحكم وقوعها بين قرى متعددة مما أدى إلى أن تصبح مدينة كبيرة بعد أن كانت مجرد قرية على نهر الفرات، ويقدر عدد سكان الناحية في عام 2004 حوالي 96,001 نسمة.
سكانها من العرب ولا تعيش فيها أعراق أخرى مثل بقية المناطق السورية،
والدين الوحيد هناك هو الدين الإسلامي على المذهب السني
يبلغ عرض نهر الفرات في هذه المنطقة بين 400م إلى 500م, يسيطر عليها الآن تنظيم الدولة الإسلامية